# Jean-François De Sart
Jean-François De Sart (18 de desembre de 1961) és un exfutbolista belga.

## Selecció de Bèlgica
Va formar part de l'equip belga a la Copa del Món de 1990.